# Circuit City

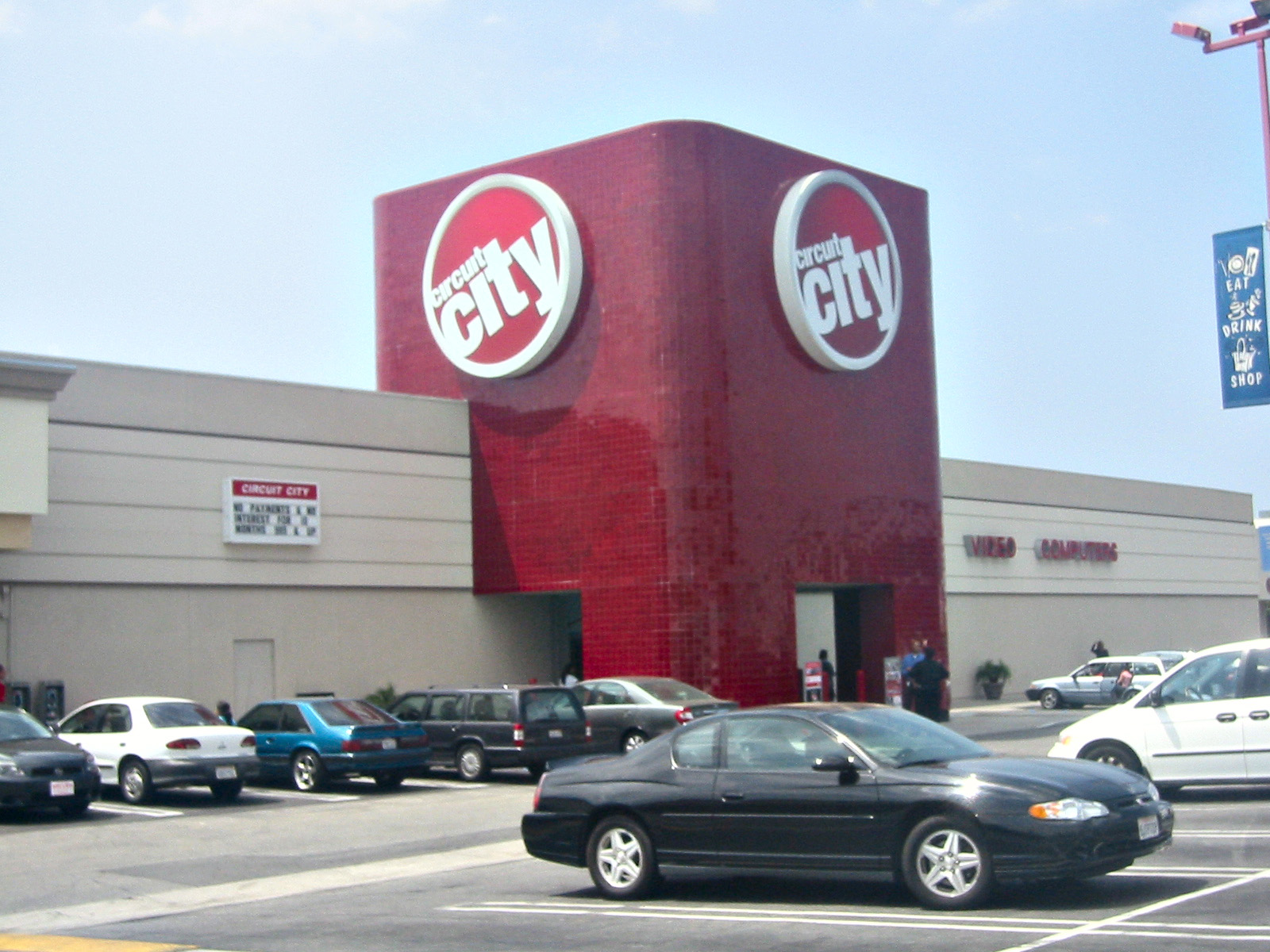
Loja da Circuit City em Los Angeles.

Circuit City foi uma grande rede varejista norte-americana especializada em artigos de informática e eletrônicos. Em 16 de janeiro de 2009, foi anunciada sua falência.